# 이광재 (1998년)
이광재(1998년 6월 10일 ~ )는 대한민국의 축구 선수이다. 포지션은 공격수이다. 현재 K4리그의 FC 충주소속이다.

## 클럽 경력
2018시즌을 앞두고 부천 FC 1995에 입단했다.
동계 전지훈련 기간 중 연습경기에서 득점을 기록하는 등 좋은 모습을 보여주었다. 2018시즌 개막전인 대전 시티즌과의 경기에서 프로 데뷔전을 치렀으며 2018년 4월 22일 안산 그리너스 FC와의 경기에서 프로 데뷔골을 터뜨렸다. 2018시즌 이광재는 28경기에 나서 3골을 기록했다.
2021시즌을 앞두고 K4리그의 충주시민축구단으로 이적했다.

## 국가대표팀 경력
2018년 12월 10일부터 7일간 실시되는 대한민국 U-23 축구 국가대표팀 동계훈련 소집 명단에 포함되었다.